# Dennis Oppenheim

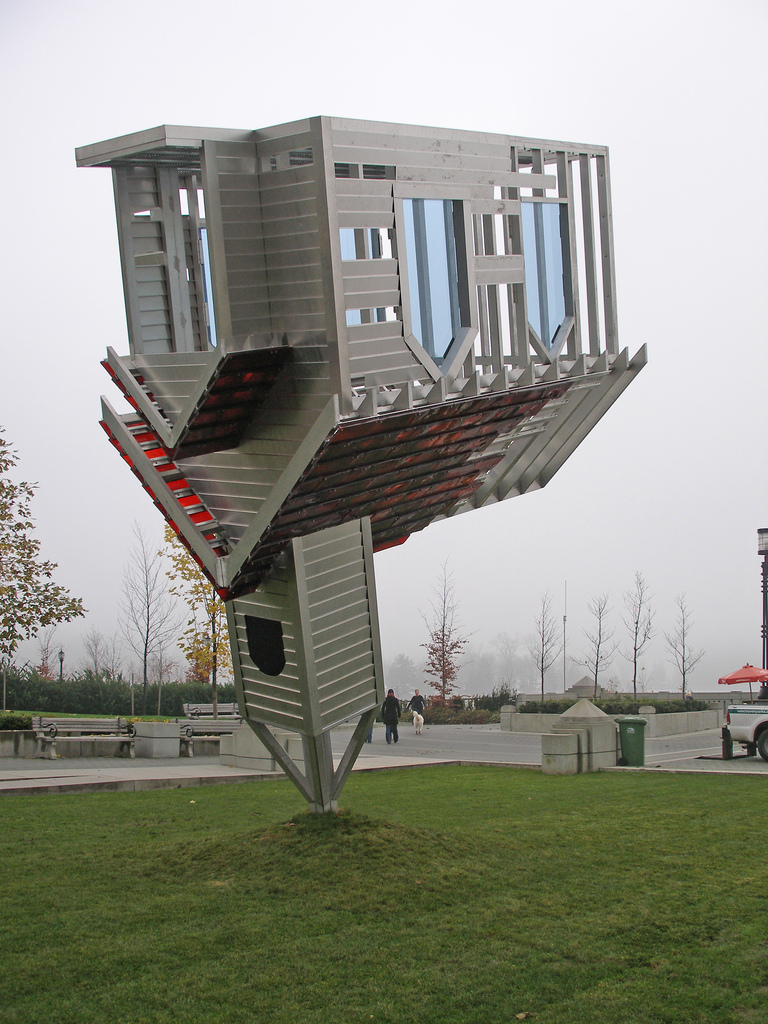
Dennis Oppenheim: Device to Root Out Evil. Stahl, Aluminium, rotes Glas, Höhe 7,6 m, in Vancouver (Kanada).

Dennis Oppenheim (* 6. September 1938 in Electric City, Washington; † 21. Januar 2011 in New York City) war ein US-amerikanischer Wegbereiter der Land-, Body-Art und Installationskünstler.

## Leben und Werk
Oppenheim wurde in einer kleinen Gemeinde in nördlichen Grant County im Bundesstaat Washington als Sohn von David Oppenheim und Katharina Belknap geboren. Er studierte am California College of Arts and Crafts (CCAC) in Oakland. Zwischen 1958 und 1962 wohnte er in Honolulu, Hawaii, wo er neben seiner Kunstproduktion als Bauarbeiter und im Public-Relation-Bereich tätig war. An der Stanford University machte er 1965 seinen Master-Abschluss. 1966 zog er nach New York und erteilte dort zunächst Kunstunterricht an verschiedenen Schulen. 1968 hatte er seine erste Einzelausstellung in New York in der John Gibson Gallery. Sein erstes Earth Work-Projekt führte er 1967 zusammen mit den befreundeten Künstlern Robert Smithson und Michael Heizer durch.
Anschließend wandte er sich mehr und mehr der Body Art zu. In seinen unter dem Titel Aspen Projects durchgeführten Performances untersuchte er das Verhältnis zwischen Körper und Objekt. „Dennis Oppenheim bediente sich in diesen Performances seines eigenen Körpers als künstlerisches Medium, erkundete Wechselwirkungen mit Naturelementen, reflektierte biologische Prozesse und konstatierte früh die Grenzen des Mediums Video.“
Seit Anfang der 1970er Jahre kombinierte Oppenheim Baumaterialien, Stein, Holz und Metallsysteme zu Großskulpturen und raumfüllenden Installationen.
1982 heiratete er die amerikanische Bildhauerin Alice Aycock, mit der er Ghost Towns und Baumhäuser baute. Zuletzt lebte und arbeitete Oppenheim in New York.

## Ausstellungen (Auswahl)

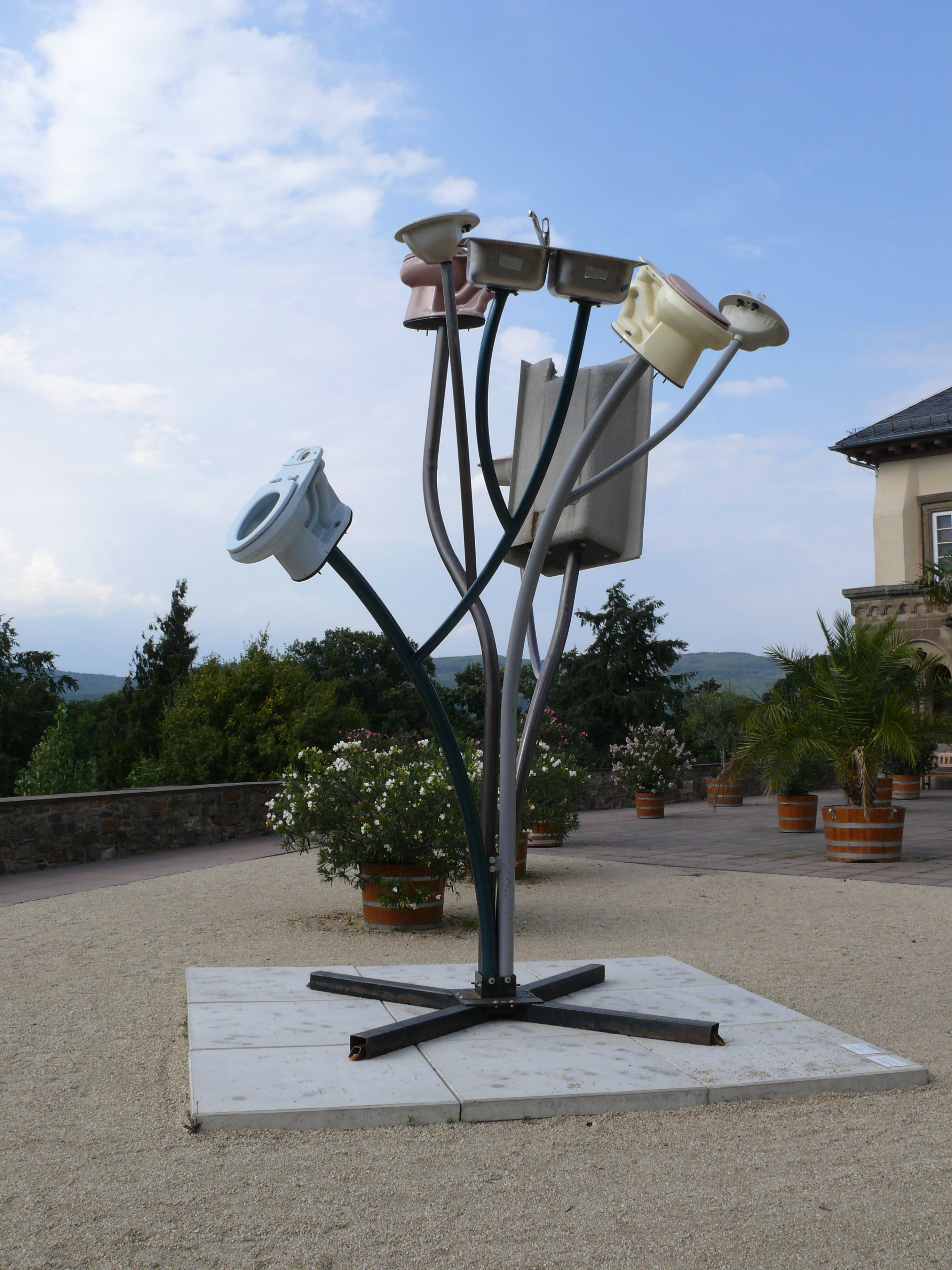
„Tree (From Alternative Landscape Components)“ von Dennis Oppenheim bei „blickachsen 7“, 2009, Schlosshof von Bad Homburg.

- 1969: Below Zero Snow Projects. John Gibson Gallery, New York; When Attitudes Become Form, Kunsthalle Bern
- 1972: Dennis Oppenheim. Tate Gallery, London
- 1972: Continuous Outdoor Projects. Sonnabend Gallery, New York
- 1972: documenta 5, Kassel in der Abteilung Individuelle Mythologien
- 1976: Dennis Oppenheim. Museum Boijmans Van Beuningen, Rotterdam
- 1977: documenta 6, Kassel
- 1978: Retroperspective Works 1967–1977. Musee d’Art Contemporain, Montreal
- 1979: Dennis Oppenheim. Kunsthalle Basel, Basel; Dennis Oppenheim, Württembergischer Kunstverein, Stuttgart
- 1981: Constructions II. Contemporary Arts Center, Cincinnati (USA)
- 1982: Launching Structure #2. Vancouver Art Gallery, Vancouver (Kanada)
- 1983: Seattle Art Museum, Seattle (USA); Whitney Museum of American Art, New York
- 1986: Sculpture and Related Drawings by Dennis Oppenheim. Cleveland Museum of Art, Cleveland (USA)
- 1991: Selected Works: 1967–90, And the Mind Grew Fingers. P.S.1 Contemporary Art Center, Long Island City (USA)
- 1996: Recent Sculpture and Large Scale Project Proposals. Mannheimer Kunstverein, Mannheim
- 1996: Museu Serralves, Porto (10. Oktober bis 1. Dezember 1996)
- 1997: Recent Acquisitions: Vintage Photo Works by Dennis Oppenheim. Los Angeles County Museum of Art, Los Angeles
- 2001: Dennis Oppenheim: Land and Body Art from the 1960s and 70s. Irish Museum of Modern Art, Dublin; anschließend: Ludwig Forum für Internationale Kunst, Aachen
- 2003: Dennis Oppenheim: Aspen Projects. Whitney Museum of American Art, New York
- 2003: Fernsehgalerie Gerry Schum/videogalerie schum. Kunsthalle Düsseldorf, Düsseldorf
- 2009: Dennis Oppenheim: Electric Kisses. MARTa Herford